# Maladera ruficollis
Maladera ruficollis är en skalbaggsart som beskrevs av Brenske 1898. Maladera ruficollis ingår i släktet Maladera och familjen Melolonthidae. Inga underarter finns listade i Catalogue of Life.